# Делон Рајт
Делон Реџиналд Рајт (рођен 26. априла 1992.) је амерички професионални кошаркаш који наступа за Вашингтон визардсе из Националне кошаркашке асоцијације (НБА). Играо је колеџ кошарку за Јута јутс и био је играч првог тима свих конференција у Пац-12 2014. и 2015. Такође је освојио награду Боб Кози 2015. године.

## Биографија

### Средња школа и нижи колеџ
Рођен у Лос Анђелесу, Калифорнија, Рајт је водио средњу школу Леузингер до државног шампионата Калифорније као сениор и проглашен је играчем године ЦИФ Јужне секције дивизије 1А. Упркос успеху у средњој школи, академци су га навели да се упише у школу атлетског удружења Калифорнија Комјунити Колеџ, Градски колеџ у Сан Франциску. После две успешне сезоне тамо, посветио се Јути преко Вашингтона, државе Вашингтон, Гонзаге и Сент Мери, упркос томе што је Јута победила у само 6 утакмица претходне сезоне.

### Колеџ
У својој првој сезони у Јути, Рајт је одмах постао један од најбољих играча у Пац-12 конференцији. Завршио је међу првих 10 на конференцији по головима (седми са 16,9 поена по утакмици), асистенцијама (трећи са 4,89), украденим лоптама (први са 2,56), блокираним шутевима (шести са 1,3), проценту погодака из игре (трећи са 56,1 одсто) и проценат слободних бацања (девети са 80,5 процената). Рајт је додатно просечно бележио 6,8 скокова по утакмици, упркос томе што је играо на позицији бека. На крају сезоне 2013–14, Рајт је постао први Јуте који је именован за први тим Ол-Пац-12 и такође је именован за Ол-дефанзивни тим лиге. После сезоне, Рајт је размишљао о уласку у НБА драфт 2014, али је на крају одлучио да се врати у Јуту за своју сениорску сезону.
На почетку своје сениорске сезоне, Рајт је стављен на листу од 50 људи за најбољег играча колеџа Нејсмит и награду Џон Р. Вуден. За другу узастопну сезону, изабран је за први тим Ол-Пац-12 и поново именован у Пац-12 Ол-дефанзивни тим. Рајт је такође био два пута члан Пац-12 ол-дефанзивног тима и освојио је награду Боб Кози 2015.
Рајт је постао први играч у историји мушке кошарке Јуте који је у низу година (2014. и 2015.) именован у први тим Ол-Пац-12.

### Професионална каријера

#### Торонто репторси (2015–2019)
Дана 25. јуна 2015. године, Рајт је изабран са укупно 20. избором на НБА драфту 2015. од стране Торонто репторса. 3. јула 2015. потписао је свој почетнички уговор са Репторсима и придружио се тиму за НБА летњу лигу 2015. године. Дана 8. априла 2016, са Ол-старовима Демаром Дерозаном и Кајлом Лауријем који су одмарали, Рајт је постигао рекордних 19 поена у победи од 111–98 над Индијана Пејсерсима. Током своје почетничке сезоне, имао је више задатака за Репторс 905 из НБА развојне лиге.
Рајт је пропустио већи део сезоне 2016–17 због повреде десног рамена. 3. јануара 2018. Рајт је поставио врхунац у каријери са 25 поена и 13 скокова у победи над Чикаго булсима резултатом 124–115. Имао је свој први дабл-дабл у каријери и погодио четири тројке и предводио другу јединицу.

#### Мемфис гризлиси (2019)
Дана 7. фебруара 2019, Рајт, Си Џеј Мајлс, Јонас Валанчијунас и изабрани пик у другом кругу драфта 2024. су размењени у Мемфис Гризлисе у замену за Марка Гасола. 5. априла је постигао рекордних 26 поена у победи над Далас Мавериксима резултатом 122–112. Такође је забележио свој први трипл-дабл у каријери уз 14 асистенција и 10 скокова. Два дана касније, 7. априла, Рајт је постигао свој други трипл-дабл са 20 поена, 12 асистенција и 13 скокова у победи над Далас мавериксима резултатом 129–127. Рајт је 10. априла остварио свој трећи трипл-дабл са 13 поена, 11 скокова и 11 асистенција у победи над Голден Стејт вориорсима резултатом 132–117.

#### Далас маверикси (2019–2020)
Дана 8. јула 2019. године, Далас маверикси су купили Рајта у уговору о потписивању уговора са Мемфис гризлисима у замену за пикове друге рунде и права на драфту за Сатнам Синга.

#### Детроит пистонси (2020–2021)
Дана 27. новембра 2020, Рајт је трејдован у Детроит пистонсе у трејду са три тима који је укључивао Оклахома Сити тандер, који је примио Тревора Аризу из Детроита и два пика другог кола из Даласа. Дана 25. јануара 2021. Рајт је постигао рекорд у каријери са 28 поена у победи над Филаделфијом 76ерсима резултатом 119-104.

#### Сакраменто кингси (2021)
Дана 25. марта 2021. Рајт је трејдован у Сакраменто кингсе у замену за Корија Џозефа и два будућа пика за драфт у другом кругу.

#### Атланта хокс (2021–2022)
Дана 7. августа 2021. Рајт је трејдован у Атланта хоксе у трејду са три тима са Бостон селтиксима.

#### Вашингтон визардси (2022 – данас)
Рајт је потписао двогодишњи уговор од 16 милиона долара са Вашингтон Визардсима 6. јула 2022. године.

## Статистика

### НБА

#### Регуларна сезона
| Сезона   | Екипа             | ОУ  | СУ | МПУ  | ПШ%  | 3П%  | СБ%  | СПУ | АПУ | УПУ | БПУ | ППУ  |
| -------- | ----------------- | --- | -- | ---- | ---- | ---- | ---- | --- | --- | --- | --- | ---- |
| 2015–16  | Торонто репторси  | 27  | 1  | 8.5  | .450 | .385 | .743 | 1.4 | 1.1 | .3  | .1  | 3.8  |
| 2016–17  | Торонто репторси  | 27  | 0  | 16.5 | .422 | .333 | .764 | 1.8 | 2.1 | 1.0 | .4  | 5.6  |
| 2017–18  | Торонто репторси  | 69  | 4  | 20.8 | .465 | .366 | .829 | 2.9 | 2.9 | 1.0 | .5  | 8.0  |
| 2018–19  | Торонто репторси  | 49  | 2  | 18.3 | .433 | .333 | .869 | 2.6 | 2.2 | .9  | .3  | 6.9  |
| 2018–19  | Мемфис гризлији   | 26  | 11 | 30.8 | .434 | .256 | .742 | 5.4 | 5.3 | 1.6 | .6  | 12.2 |
| 2019–20  | Далас маверикси   | 73  | 5  | 21.5 | .462 | .370 | .770 | 3.8 | 3.3 | 1.2 | .3  | 6.9  |
| 2020–21  | Детроит пистонси  | 36  | 31 | 29.2 | .464 | .348 | .789 | 4.6 | 5.0 | 1.6 | .5  | 10.4 |
| 2020–21  | Сакременто кингси | 27  | 8  | 25.8 | .462 | .398 | .833 | 3.9 | 3.6 | 1.6 | .4  | 10.0 |
| 2021–22  | Атланта хокси     | 77  | 8  | 18.9 | .454 | .379 | .857 | 2.9 | 2.4 | 1.2 | .2  | 4.4  |
| Каријера | Каријера          | 411 | 70 | 20.9 | .453 | .354 | .799 | 3.2 | 3.0 | 1.2 | .4  | 7.2  |

#### Плеј-оф
| Сезона   | Екипа            | ОУ | СУ | МПУ  | ПШ%  | 3П%  | СБ%  | СПУ | АПУ | УПУ | БПУ | ППУ |
| -------- | ---------------- | -- | -- | ---- | ---- | ---- | ---- | --- | --- | --- | --- | --- |
| 2016     | Торонто репторси | 9  | 0  | 4.6  | .300 | .000 | .615 | .4  | .3  | .3  | .0  | 1.6 |
| 2017     | Торонто репторси | 9  | 0  | 10.2 | .529 | .333 | .714 | 1.4 | 1.4 | .4  | .1  | 2.8 |
| 2018     | Торонто репторси | 10 | 0  | 21.5 | .456 | .429 | .938 | 2.2 | 2.3 | 1.5 | .9  | 8.6 |
| 2020     | Далас маверикси  | 4  | 0  | 13.3 | .600 | .500 | .600 | 0.8 | 1.8 | 1.3 | .0  | 4.0 |
| 2022     | Атланта хокси    | 5  | 0  | 27.4 | .517 | .385 | .667 | 4.8 | 2.8 | .8  | .2  | 8.2 |
| Каријера | Каријера         | 37 | 0  | 14.5 | .478 | .395 | .740 | 1.8 | 1.6 | .8  | .3  | 4.9 |

### Колеџ
| Сезона  | Екипа  | ОУ | СУ | МПУ  | ПШ%  | 3П%  | СБ%  | СПУ | АПУ | УПУ | БПУ | ППУ  |
| ------- | ------ | -- | -- | ---- | ---- | ---- | ---- | --- | --- | --- | --- | ---- |
| 2013–14 | Utah   | 33 | 33 | 36.4 | .561 | .222 | .793 | 6.8 | 5.3 | 2.5 | 1.3 | 15.5 |
| 2014–15 | Utah   | 35 | 35 | 33.3 | .509 | .356 | .836 | 4.9 | 5.1 | 2.1 | 1.0 | 14.5 |
| Career  | Career | 68 | 68 | 34.8 | .535 | .299 | .814 | 5.8 | 5.2 | 2.3 | 1.1 | 15.0 |